# ポリピロール

ポリピロール

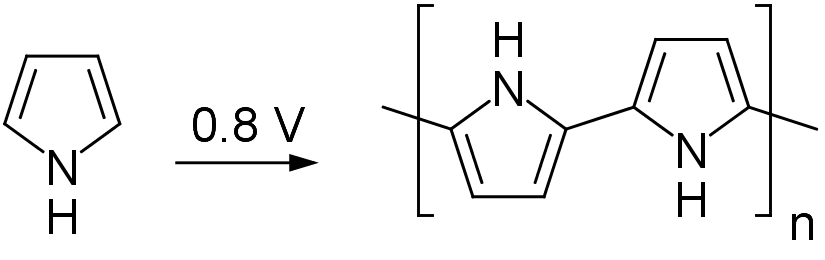
ピロールは電気化学的に重合することができる。

ポリピロール (PPy) は、ピロールの重合により形成される有機高分子の一種。式H(C4H2NH)nHで表される固体である。酸化すると導電性高分子に変化する。 

## 歴史
ポリピロールの最初の例のいくつかは、1963年にWeissとその共同研究者により報告された。彼らはテトラヨードピロールを熱分解して導電性の高い材料を製造したと説明している。
2000年のノーベル化学賞はポリピロール、ポリチオフェン、ポリアニリン、ポリアセチレンなどの導電性高分子に関する研究に対して授与された。

## 合成
ポリピロールはピロールの酸化により精製される。
n C4H2NH  +  2n FeCl3   →   (C4H2NH)n  +  2n FeCl2  +  2n HCl
この過程は、πラジカルカチオンC4H4NH+の形成を介して生じると考えられている。この求電子剤が酸化されていないピロールの分子のC-2炭素を攻撃し、二量体カチオン[(C4H4NH)2]++を生成する。この過程が何度も繰り返される。
導電性のPPyは高分子の酸化（「pドーピング」）により調製される。
(C4H2NH)n  +  0.2 X   →    [(C4H2NH)nX0.2]
重合およびpドーピングは、電気化学的にも行うことができる。得られる導電性高分子はアノードからはがされる。サイクリックボルタンメトリーおよびクロノクーロメトリー法は、ポリピロールの電気化学的合成に使用できる。

## 特性
PPyの膜は黄色であるが、酸化により空気中では暗くなる。ドープされた膜は重合度と膜の厚さにより青または黒になる。アモルファスであり、弱い回折のみを示す。いくらかの架橋結合と連鎖ホッピングがあるため、1次元に対して「準1次元("quasi-unidimensional")」として説明される。ドープされていない膜とドープされた膜は溶媒に不溶であるが膨潤性である。ドーピングにより材料がもろくなる。150℃までの空気中で安定であり、この温度でドーパントが（例えばHClとして）変化し始める。
絶縁体であるが、その酸化誘導体は優れた導電体である。材料の導電率は酸化に使用される条件と試薬に依存する。導電率の範囲は2から100 S/cmである。高い導電率は、トシレートなどの大きな陰イオンと関連する。高分子にドープするには、電荷補償アニオンを収容するために材料が膨潤する必要がある。この充放電にともなう物理的変化は、人工筋肉の一種として議論されてきた。ポリピロール膜の表面はフラクタルの特性を示し、それらを通るイオン拡散は異常な拡散パターンを示す。

## 用途
PPyと関連の導電性高分子には、電子デバイスと化学センサーという2つの主要な用途がある。

## 研究動向
ドラッグデリバリーの潜在的な媒体である。高分子マトリックスは、タンパク質の入れ物として機能する。
燃料電池の担体として研究されており、カソード電極触媒の感度を高める。
ポリアニリン、ポリエチレンジオキシチオフェンなどの他の共役高分子ともに、従来のモーター作動素子と比較して利点を提供する技術である「人工筋肉」の材料として研究されている。
ポリピロールを使用して、シリカと逆相シリカをコーティングし、陰イオン交換が可能で疎水性相互作用を示す材料を生成できる。
カーボンナノチューブを成長させる速い方法である多層カーボンナノチューブのマイクロ波製造に使用された。
ポリピロールの薄層でコーティングされた耐水性のポリウレタンスポンジは、油の中で重量の20倍の重さの油を吸収し、再利用が可能である。
湿紡されたポリピロール繊維は、化学重合ピロールとDEHSをドーパントとして調製できる。